# Джубаленд (регіон)

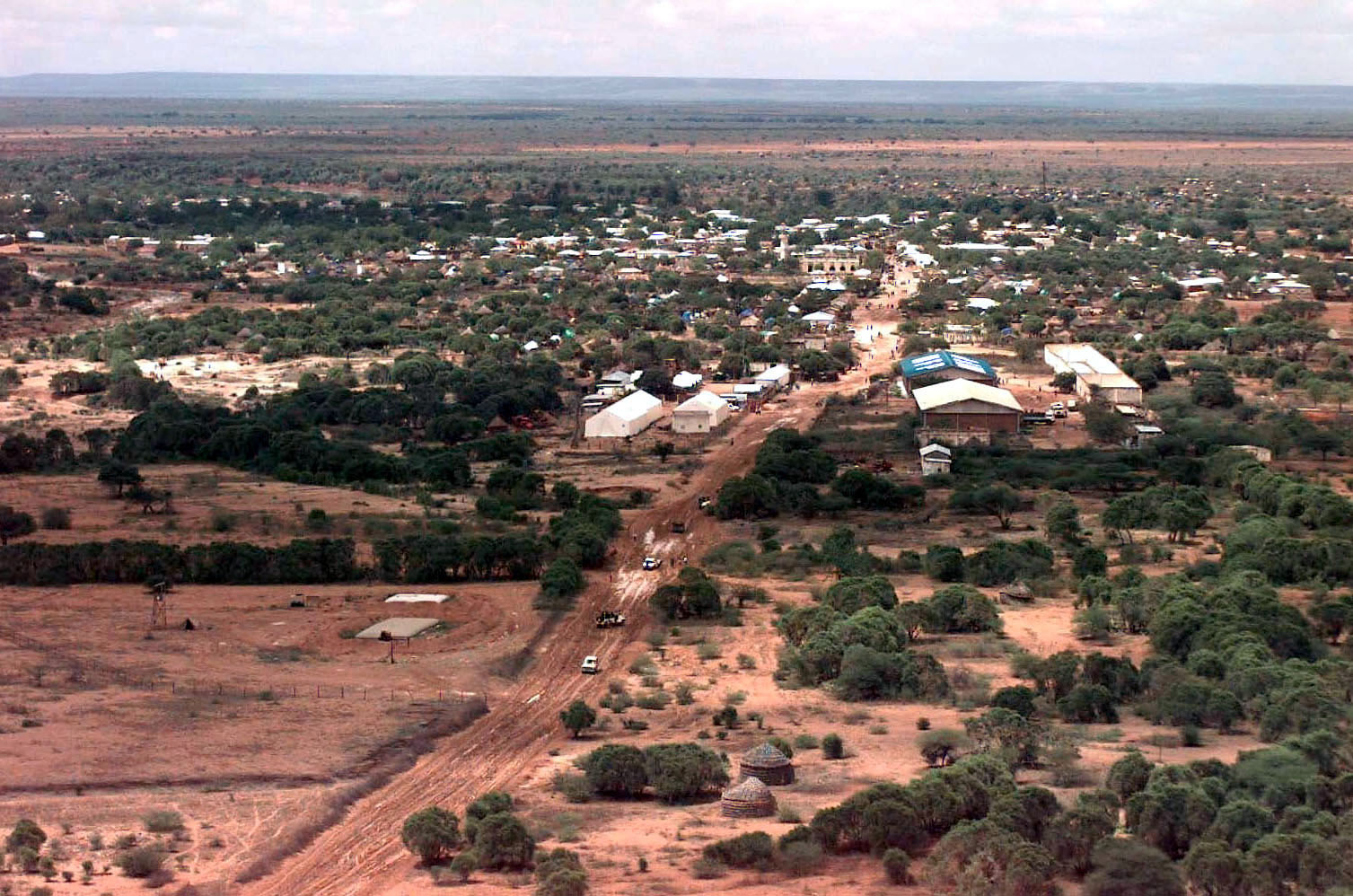
Бардере (місто в провінції Гедо).

Джубаленд (сом. Jubbaland, араб.  جوبالاند) або долина Джуби (сом. Dooxada Jubba, італ. Oltre Giuba) - регіон на південному заході Сомалі. Населений переважно сомалійцями, загальна чисельність населення на 2005 рік оцінювалася в 953 тис. чол..

## Географія
Джубаленд розташований в долині річки Джуба. Займає територію колишніх провінцій Сомалі Нижня Джуба, Середня Джуба і Гедо. На заході межує з Кенією (провінції Мандера, Ваджір і Гарісса), на півночі - з Ефіопією (регіон Сомалі), на сході - з провінціями Сомалі Баколь, Бей і Нижня Шабелле.
Таким чином, цей відносно невеликий регіон межує з трьома країнами, у яких проживає значна частина сомалійців.
З півдня Джубаленд омивається водами Індійського океану, на узбережжі якого розташовані острови Банджуні, які простягнулися на південь від Кісмайо.
Територія Джубаленду приблизно дорівнює 87 тис. км². Головне місто - прибережне Кісмайо, найбільше - Джамаме.

## Історія

Прапор султанату Аджуран

У середні століття територія Джубаленду перебувала під владою могутньої держави Сомалі Аджуран. До цього періоду відносяться стародавні міста Джубаленд Кісмайо, Бардере і  Гондерше.
Після падіння Аджурану, Джубаленд послідовно побував під владою султанату Геледі, Оману і Занзібару.
У 1895 році Джубаленд був відданий Занзібаром Британській Імперії, в 1925 році був приєднаний до Італійського Сомалі, а в 1960 році увійшов до складу незалежного Сомалі.
Наприкінці XX століття Джубаленд став ареною численних боїв в тривалій Громадянській війні в Сомалі і був ненадовго оголошений незалежною територією +3 вересня 1998 року. 28 червня 1999 незалежність була скасована, проте в 2010 році в регіоні знову був сформований автономний уряд.
Далі ця територія повністю увійшла в зону контролю Джамаат Аш-Шабаабу, проте в ході операції Лінда Нчі 2011-2012 років сили Джамаат Аш-Шабааб були відтіснені, і на території регіону знову була проголошена автономна держава Джубаленд. В даний час регіон є ареною протистояння сил Джубаленду, з листопада 2014 підкоряються Федеральному уряду Сомалі, і веде партизанську війну сили Джамаат Аш-Шабааб .